# Реджі Ліч
Реджі Ліч (англ. Reggie Leach, нар. 23 квітня 1950, Рівертон, Манітоба) — колишній канадський хокеїст, що грав на позиції крайнього нападника. Грав за збірну команду Канади.
Володар Кубка Стенлі. Провів понад тисячу матчів у Національній хокейній лізі. 

## Ігрова кар'єра
Хокейну кар'єру розпочав 1966 року.
1970 року був обраний на драфті НХЛ під 3-м загальним номером командою «Бостон Брюїнс». 
Протягом професійної клубної ігрової кар'єри, що тривала 15 років, захищав кольори команд «Бостон Брюїнс», «Каліфорнія Голден-Сілс», «Філадельфія Флаєрс» та «Детройт Ред-Вінгс».
Загалом провів 1028 матчів у НХЛ, включаючи 94 гри плей-оф Кубка Стенлі.
Виступав за збірну Канади, провів 6 ігор в її складі.

## Тренерська робота
Тренував клуби в Північній юніорській хокейній лізі Онтаріо.

## Нагороди та досягнення
Клубні
- Перша команда всіх зірок МЮХЛ — 1967.
- Перша команда всіх зірок ЗКХЛ — 1968, 1969, 1970.
- Гравець року ЗКХЛ — 1970.
- Володар Кубка Стенлі в складі «Філадельфія Флаєрс» — 1975.
- Друга команда всіх зірок НХЛ — 1976.
- Приз Конна Сміта — 1976.
- Учасник матчу усіх зірок НХЛ — 1976, 1980.

Збірні
- Володар Кубка Канади — 1976.

## Статистика

### Клубні виступи
| Сезон        | Клуб                     | Ліга         | Регулярний сезон | Регулярний сезон | Регулярний сезон | Регулярний сезон | Регулярний сезон | Плей-оф | Плей-оф | Плей-оф | Плей-оф | Плей-оф |
| Сезон        | Клуб                     | Ліга         | І                | Г                | П                | О                | ШХ               | І       | Г       | П       | О       | ШХ      |
| ------------ | ------------------------ | ------------ | ---------------- | ---------------- | ---------------- | ---------------- | ---------------- | ------- | ------- | ------- | ------- | ------- |
| 1966–67      | «Флін-Флон Бомберс»      | МЮХЛ         | 45               | 67               | 46               | 113              | 118              | 14      | 18      | 12      | 30      | 15      |
| 1966–67      | «Флін-Флон Бомберс»      | МК           | —                | —                | —                | —                | —                | 6       | 6       | 1       | 7       | 11      |
| 1967–68      | «Флін-Флон Бомберс»      | ЗКХЛ         | 59               | 87               | 44               | 131              | 208              | 15      | 12      | 3       | 15      | 48      |
| 1968–69      | «Флін-Флон Бомберс»      | ЗКХЛ         | 22               | 36               | 10               | 46               | 49               | 18      | 13      | 8       | 21      | 0       |
| 1969–70      | «Флін-Флон Бомберс»      | ЗКХЛ         | 57               | 65               | 46               | 111              | 168              | 17      | 16      | 11      | 27      | 50      |
| 1970–71      | «Бостон Брюїнс»          | НХЛ          | 23               | 2                | 4                | 6                | 0                | 3       | 0       | 0       | 0       | 0       |
| 1970–71      | «Оклахома Сіті Блейзерс» | ЦПХЛ         | 41               | 24               | 18               | 42               | 32               | —       | —       | —       | —       | —       |
| 1971–72      | «Бостон Брюїнс»          | НХЛ          | 56               | 7                | 13               | 20               | 12               | —       | —       | —       | —       | —       |
| 1971–72      | «Каліфорнія Голден-Сілс» | НХЛ          | 17               | 6                | 7                | 13               | 7                | —       | —       | —       | —       | —       |
| 1972–73      | «Каліфорнія Голден-Сілс» | НХЛ          | 76               | 23               | 12               | 35               | 45               | —       | —       | —       | —       | —       |
| 1973–74      | «Каліфорнія Голден-Сілс» | НХЛ          | 78               | 22               | 24               | 46               | 34               | —       | —       | —       | —       | —       |
| 1974–75      | «Філадельфія Флаєрс»     | НХЛ          | 80               | 45               | 33               | 78               | 63               | 17      | 8       | 2       | 10      | 6       |
| 1975–76      | «Філадельфія Флаєрс»     | НХЛ          | 80               | 61               | 30               | 91               | 41               | 16      | 19      | 5       | 24      | 8       |
| 1976–77      | «Філадельфія Флаєрс»     | НХЛ          | 77               | 32               | 14               | 46               | 23               | 10      | 4       | 5       | 9       | 0       |
| 1977–78      | «Філадельфія Флаєрс»     | НХЛ          | 72               | 24               | 28               | 52               | 24               | 12      | 2       | 2       | 4       | 8       |
| 1978–79      | «Філадельфія Флаєрс»     | НХЛ          | 76               | 34               | 20               | 54               | 20               | 8       | 5       | 1       | 6       | 0       |
| 1979–80      | «Філадельфія Флаєрс»     | НХЛ          | 76               | 50               | 26               | 76               | 28               | 19      | 9       | 7       | 16      | 6       |
| 1980–81      | «Філадельфія Флаєрс»     | НХЛ          | 79               | 34               | 36               | 70               | 59               | 9       | 0       | 0       | 0       | 2       |
| 1981–82      | «Філадельфія Флаєрс»     | НХЛ          | 66               | 26               | 21               | 47               | 18               | —       | —       | —       | —       | —       |
| 1982–83      | «Детройт Ред-Вінгс»      | НХЛ          | 78               | 15               | 17               | 32               | 13               | —       | —       | —       | —       | —       |
| 1983–84      | «Монтана Меджик»         | ЦПХЛ         | 76               | 21               | 29               | 50               | 34               | —       | —       | —       | —       | —       |
| Усього в НХЛ | Усього в НХЛ             | Усього в НХЛ | 934              | 381              | 285              | 666              | 387              | 94      | 47      | 22      | 69      | 22      |
| ЗКХЛ разом   | ЗКХЛ разом               | ЗКХЛ разом   | 138              | 188              | 100              | 288              | 425              | 50      | 41      | 22      | 63      | 98      |
| ЦПХЛ разом   | ЦПХЛ разом               | ЦПХЛ разом   | 117              | 45               | 47               | 92               | 66               | —       | —       | —       | —       | —       |

### Збірна
| Рік                | Команда            | Турнір             |   | І | Г | П | О | ШХ |
| ------------------ | ------------------ | ------------------ | - | - | - | - | - | -- |
| 1976               | Канада             | КК                 | 6 | 1 | 1 | 2 | 4 |    |
| Національна збірна | Національна збірна | Національна збірна | 6 | 1 | 1 | 2 | 4 |    |